# イビス
イビス（英: Ibis）は、大型ホテルチェーンのアコーが展開するホテルブランドのひとつ。最初の店舗はフランス・ボルドー（1974年開業）。以降、フランスをはじめとするヨーロッパ諸国を中心として、世界各国に立地している。

## 概要

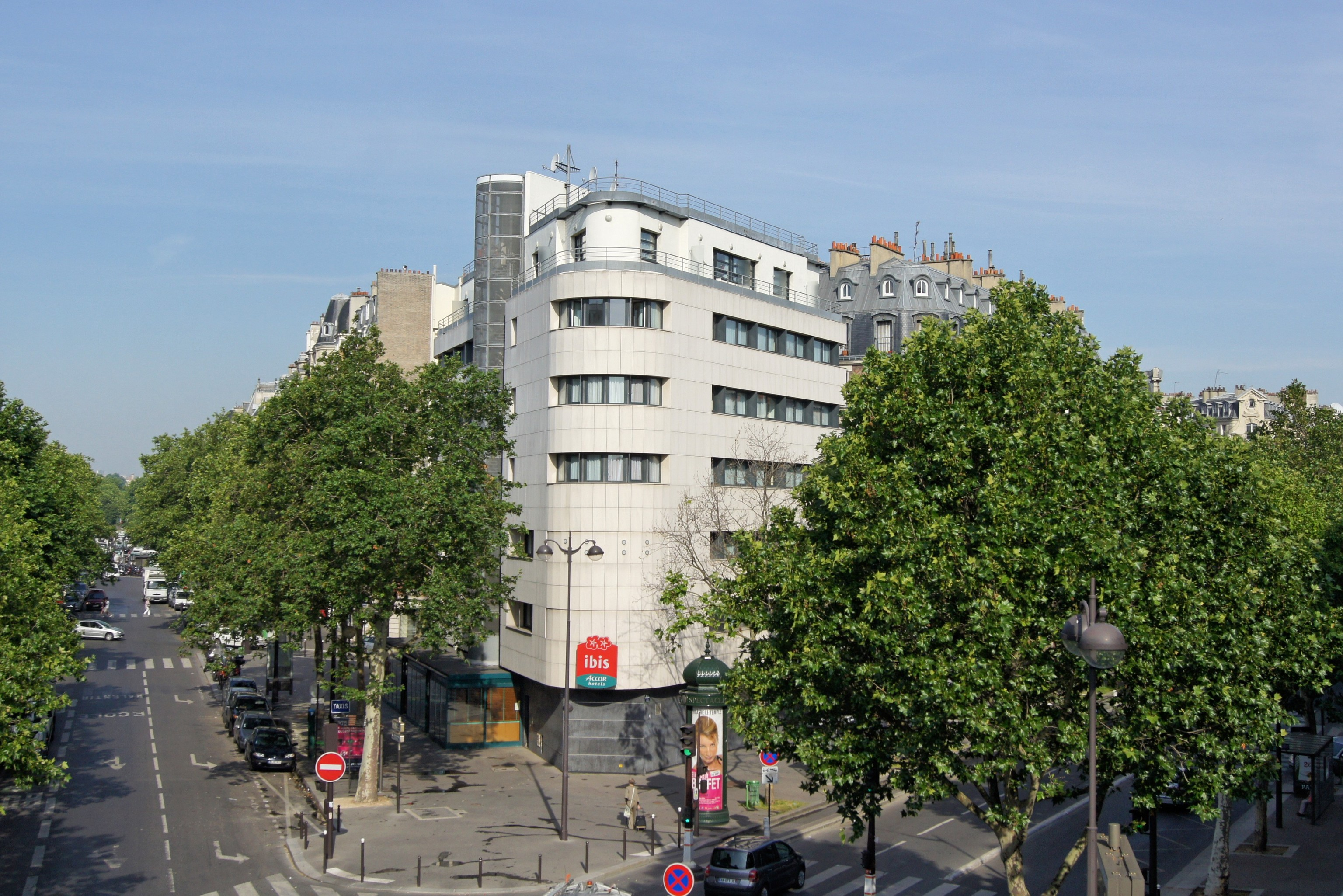
フランス・パリ・リヨン駅近くの店舗

立地は、都市中心部や、鉄道駅・空港の近くなど、交通の便を重視した場所が多い。
室内は基本的にエコノミー仕様。低価格で清潔感のある部屋に顧客が泊まる事を目的にしている。
2011年9月13日の株式総会で、エコノミーブランドの「イビス」「エタップ」「オールシーズンズ」を「イビス」に統合することが発表され、「エタップ」と「フォーミュラ1」が「イビスバジェット（Ibis Budget）」、「オールシーズンズ」が「イビススタイルズ（Ibis Styles）」に改称された。

## 主な所在地
ヨーロッパ諸国はチェーン展開の中心であり、同地域で700以上のホテルが運営されている。他にアジア、中南米、アフリカなど世界各国に幅広く展開しているが、北米には展開していない。
- フランス - イビス発祥の地にして、チェーンの中心であり、パリを始めとする全域に、350以上展開。
- ドイツ - 各州に80以上展開。
- イギリス - イングランドを中心として、全域に50以上展開。
- スペイン - マドリード・バルセロナの二大都市を中心に、40以上展開。
- ヨーロッパで他に多く展開する地域として、スイス、ベルギー、ポルトガル、オランダ、ポーランドなど。
- モロッコ - アフリカ大陸では最も多く、カサブランカなどに立地。
- ブラジル - 中南米諸国で最も多く、各州に70以上展開。
- インドネシア - 東南アジアでは最も多く、ジャカルタ・スラバヤなどに立地。
- 中国 - アジア諸国で最も多く、上海・香港など沿岸地域を中心に、60以上展開。
- 韓国 - ソウル、水原などに立地。

他にも世界各地に多数所在。

## 日本での展開
- 2020年現在、日本ではイビス東京新宿、イビススタイルズ京都ステーション、イビススタイルズ札幌、イビススタイルズ大阪、イビススタイルズ名古屋の5店舗が営業している。